# Божидар Антонов (генерал)
Божидар Александров Антонов е български офицер, генерал-майор от Държавна сигурност.

## Биография
Роден е на 19 май 1944 г. в монтанското село Долна Вереница. От 12 януари 1965 г. е младши разузнавач в отдел II на Държавна сигурност. От 25 април до 17 октомври 1968 е младши разузнавач управление II, а след това става разузнавач V степен. От 13 април 1972 до 2 септември 1974 г. е разузнавач II степен, като от 14 юли 1972 е в Първо главно управление. След това става старши разузнавач III степен до 4 януари 1977 г., когато е назначен за инспектор IV степен. От 1 декември 1980 г. е заместник-началник на отделение. От 11 октомври 1983 до 1988 г. е заместник-началник на Окръжното управление на МВР в Монтана. През 1984 г. изкарва двумесечен курс в школата на КГБ в СССР. На 27 януари 1989 г. е назначен за заместник-началник на отдел II, а от 5 февруари 1990 г. и за началник на отдела. От 1 май 1990 до 1 януари 1992 г. е началник на служба. От 1 юни 1995 г. е директор на РДВР-Враца. На 4 юли 1996 г. е удостоен със звание генерал-майор от МВР.